# Scotoniscus macromelos
Scotoniscus macromelos är en kräftdjursart som beskrevs av Emil Racoviţă1908. Scotoniscus macromelos ingår i släktet Scotoniscus och familjen Trichoniscidae.

## Underarter
Arten delas in i följande underarter:
- S. m. convenicus
- S. m. macromelos
- S. m. malarodensis
- S. m. aurensis
- S. m. beneharnensis
- S. m. bigerronensis
- S. m. aturensis
- S. m. ossalensis